# Thelypteris tuberculifera
Thelypteris tuberculifera là một loài thực vật có mạch trong họ Thelypteridaceae. Loài này được (C. Chr.) Ching miêu tả khoa học đầu tiên năm 1936.